# Нарбекова, Людмила Николаевна
Людми́ла Никола́евна Колчанова-Нарбе́кова (девичья фамилия Козло́ва; 7 апреля 1964, Саранск) — российская художница, график, модельер, сценограф, педагог, директор Мордовского республиканского музея изобразительных искусств им. С. Д. Эрьзи.. Заслуженный художник Российской Федерации (2022).

## Биография
Людмила Нарбекова родилась 7 апреля 1964 года в городе Саранске, Республика Мордовия. Является младшей из трёх сестёр. В раннем детстве, вместе с одноклассницей сами записались в художественную школу. Родители, совершенно не связанные с искусством, не стали противиться её творческим увлечениям. Тем более, с общеобразовательными предметами Людмила успешно справлялась и успевала заниматься активной общественной деятельностью. В её обязанности входил выпуск школьных стенгазет. Старшей сестре, учившейся на медфаке, помогала готовить анатомические рисунки и просветительские санбюллетени.
В 1983 — окончила Саранское художественное училище.
В 1988 — окончила Ленинградское высшее художественно-промышленное училище им. В. И. Мухиной.
С 1985 года участвует в многочисленных выставках в России, Финляндии, Франции, Германии и Италии.
В 1997 году вступает в Союз художников России.
С 2004 года — директор Мордовского республиканского музея изобразительных искусств им. С. Д. Эрьзи.

## Творчество
Людмила Нарбекова работает в стиле этнофутуризм, основанном на коренных традициях финно-угорских народов.
В своих произведениях вдохновляется обычаями и традициями предков, самобытностью национальной культуры мордовского народа.
Людмила Николаевна — модельер. Она создала авторские коллекции «Валдо Он» («Светлый сон»), «Мордовские амазонки», «Нити времени», «Зов предков», «Караван истории», «Древние письмена», «Мордовская мозаика», «Красный цветок».

## Выставки
- 2000 — Международный фестиваль искусств «Арт-Манеж» (Москва)[5].
- 2000 — Групповая выставка. Выставочный зал «Творчество» на Таганке (Москва)[6].
- 2001 — Второй Международный фестиваль евроазиатского искусства (Магдебург, Германия).
- 2001 — Международный фестиваль искусств «Арт-Манеж» (Москва)[5].
- 2001 — Выставка российских художников «Заграница». Галерея «Солянка» (Москва)[7].
- 2001 — Выставка московских художников «Осенние встречи». ЦДХ (Москва).
- 2001 — Выставка «Международный Рождественский Арт-Салон». ЦДХ (Москва).
- 2002 — Сценография и костюмы к спектаклю «Зойкина квартира» М. Булгакова. Мордовский республиканский театр русской драмы (Саранск).
- 2002 — Международный фестиваль искусств «Арт-Манеж» (Москва)[5].
- 2002 — «Весенний Арт-Салон». ЦДХ (Москва).
- 2003 — Выставка «Арт-Манеж» (Москва)[5].
- 2003 — «Зимний Арт-Салон». ЦДХ (Москва).
- 2003 — Сценография и костюмы к спектаклю «Дон Стефано» А. Пудина. Мордовский республиканский театр русской драмы (Саранск).
- 2004 — «Весенний Арт-Салон». ЦДХ (Москва).
- 2004 — Республиканская выставка этнофутуризма «Этно: параллельные миры» в рамках проекта «Этно + ETNO = традиция + новаторство» (Саранск).
- 2005 — Республиканская выставка, посвященная 75-летию Мордовии «Искусство Мордовии» (Саранск).
- 2006 — Этнофутуристическая выставка-фестиваль «Вербась паньжи» (Саранск).
- 2006 — Выставка арт-группы «Артома» в ЦДХ, зал № 14 (Москва).
- 2011 — Всероссийская выставка «Большая Волга — искусство республик Поволжья» (Саранск)[8].
- 2011 — «Изобразительное искусство Мордовии». В рамках празднования 1000-летия единения мордовского народа с народами Российского государства. Художественная выставка в ЦДХ (Москва).
- 2011 — Персональная выставка «Прозрачность атмосферы» (Вена, Австрия), (Будапешт, Венгрия).
- 2014 — Персональная выставка (Любляна, Словения).
- 2014 — Персональная выставка (Будапешт, Венгрия).
- 2017 — Персональная выставка «Людмила Колчанова-Нарбекова. Живопись» (Баево).
- 2017 — «Изобразительное искусство Мордовии. К 80-летию Союза художников Мордовии». МОСХ (Москва).
- 2017 — «Союзу художников Республики Мордовии — 80 лет». Юбилейная выставка произведений художников Мордовии (Саранск).
- 2018 — Выставка-ярмарка ArtCapital. Большой дворец изящных искусств (Париж, Франция)[9].
- 2018 — Региональная выставка «Большая Волга – XIII». Нижний Новгород.
- 2018 — V Межрегиональная академическая выставка-конкурс «Красные ворота/Против течения». Саранск.
- 2018 — Выставка произведений художников Мордовии в рамках Дней культуры Мордовии в Ульяновске. Ульяновск.
- 2018 — Персональная выставка в УФСБ России по Республике Мордовия. Саранск.
- 2019 — Персональная выставка «Река времени» (Саранск)[10][11].
- 2019 — Проект «Её глазами». (Пенза, Саранск).
- 2019 — Персональная выставка «Река времени». К 55-летию со дня рождения. Саранск.
- 2019 — Всероссийская художественная выставка «Россия – XIII». Москва.
- 2019 — Персональная выставка «Река времени». Пензенская картинная галерея им. К.А. Савицкого. Пенза.
- 2019 — Республиканская художественная выставка «ART-Fresh 2019». Саранск.
- 2020 — Персональная выставка. Большое Игнатово, Республика Мордовия.
- 2020 — VI Межрегиональная академическая выставка-конкурс «Красные ворота/Против течения». Саранск.
- 2021 — Персональная выставка «Избранное. Живопись». Государственный русский драматический театр. Саранск.
- 2021 — Республиканская художественная выставка «Саранск вчера, сегодня и…» (к 380-летию города Саранска).
- 2021 — Фестиваль искусств «ЭРЬЗЯ ФЕСТ» (к 145-летию С.Д. Эрьзи). Саранск.
- 2021 — Всероссийская художественная выставка «Единение. 2021 год» (800-летию Н.Новгорода). Нижний Новгород.
- 2022 — Выставка «Искусство Мордовии. Духовное и национальное» к 85-летию Союза художников Республики Мордовия. Москва, Новая Третьяковка.
- 2022 — Персональная выставка «Параллельные миры». Историко-краеведческий музей. Геленджик.
- 2022 — Республиканская выставка «ART-FRESH 2022». Саранск.
- 2022 — VII межрегиональная академическая выставка-конкурс «Красные ворота/против течения», Саранск.

## Награды и премии
- 2002 — Заслуженный работник культуры Республики Мордовия.
- 2002 — Лауреат премии Главы Республики Мордовия.
- 2007 — Лауреат Государственной премии Республики Мордовия.
- 2010 — Золотой нагрудный знак СХР.[12]
- 2014 — Почётный член-корреспондент Российской академии художеств.[13].
- 2022 — Заслуженный художник Российской Федерации[14].